# Лоутер, Уильям, 2-й граф Лонсдейл
Уильям Лоутер, 2-й граф Лонсдейл (англ. William Lowther, 2st Earl of Lonsdale; 21 июля 1787 — 4 марта 1872) — британский пэр и консервативный политик. Он носил титул учтивости — виконт Лоутер с 1807 по 1844 год.

## Происхождение и образование
Родился 21 июля 1787 года. Старший сын Уильяма Лоутера, 1-го графа Лонсдейла (1757—1844), и леди Огасты Фейн, дочери Джона Фейна, 9-го графа Уэстморленда. Он получил образование в школе Харроу и Тринити-колледже в Кембридже. Младший брат — полковник и политик Генри Сесил Лоутер (1790—1867).

## Политическая карьера
Уильям Лоутер заседал в Палате общин Великобритании от Кокермута (1808—1813), Уэстморленда (1813—1831, 1832—1841), Данвича (1832) и Уэст-Камберленда (1832—1833). В 1818 году стал членом Тайного совета.
Занимал должности первого комиссара по лесам в правительстве герцога Веллингтона (1828—1830) и казначея военного морского флота и вице-президента Торгового совета в правительстве сэра Роберта Пиля (1834—1835).
В 1841 году виконт Лоутер был вызван в Палату лордов на основании приказа об ускорении присвоения ему отцовского титула 3-го барона Лоутера и занимал должность генерального почтмейстера в правительстве Роберта Пиля в 1841—1845 годах.
19 марта 1844 года после смерти своего отца Уильям Лоутер унаследовал титул 2-го графа Лонсдейла и остальные титулы.
В 1852 году лорд Лонсдейл занимал должность лорда-президента Совета в первом правительстве графа Дерби.
Граф Лонсдейл был избран членом Королевского общества 5 июля 1810 года. Он также был лордом-лейтенантом Камберленда и Уэстморленда в 1844—1868 годах.

## Личная жизнь
Лорд Лонсдейл никогда не был женат, но признал троих внебрачных детей, рождённых от оперных певиц и танцовщиц. Лорд оставил им значительные суммы в своем завещании. Его дочь от Кэролайн Сенфаль, Мария Кэролайн, родилась в Париже в 1818 году.
Другая дочь, родившаяся в том же году, Фрэнсис («Фанни») Лоутер (1818—1890), была зарегистрирована как дочь «Нарцисса Шасспомпа». Фрэнсис (Фанни) вышла замуж за депутата Палаты общин Генри Бродвуда (1793—1878) и была матерью бригадного генерала Артура Бродвуда (1848—1928).
От связи с итальянской оперной певицей Эмилией Крезотти у лорда Лонсдейла родился сын Фрэнсис Уильям Лоутер (1841—1908), который был отцом депутата Палаты общин Клода Лоутера и Тупи Лоутер.
Граф Лонсдейл сконсчался в своем лондонском доме 4 марта 1872 года в возрасте 84 лет, и ему наследовал графство и замок Лоутер его племянник Генри.
Его мраморный бюст был создан Эдвардом Боурингом Стивенсом и сейчас находится в коллекции Национального фонда в поместье Хьюэнден, Бакингемшир.